# Czas religii
Czas religii (wł. L'ora di religione (Il sorriso di mia madre)) – włoski dramat obyczajowy z 2002 roku w reżyserii Marco Bellocchio. Obraz zdobył m.in. Europejską Nagrodę Filmową oraz najwyższy laur kina włoskiego – nagrodę David di Donatello.

## Fabuła
Głównym bohaterem jest Ernesto, zdeklarowany ateista otwarcie mówiący o swoich poglądach, co nie jest łatwe w tak głęboko katolickim społeczeństwie (przynajmniej werbalnie) jak włoskie. Przeżywa związane z tym dylematy, np. czy wbrew swoim przekonaniom posyłać swojego syna na lekcje religii, czy też narazić go na wytykanie palcami przez kolegów, bo we Włoszech na katechezy chodzą praktycznie wszyscy. Dodatkowo rozpoczyna się proces beatyfikacyjny jego zmarłej matki, za życia osoby wpływowej w kręgach kościelnych. Ernesto nie uważa jej za godną wyniesienia na ołtarze i sam nie wie, jak ma się zachować. 

## Obsada
- Sergio Castellitto - Ernesto
- Jacqueline Lustig - Irene
- Chiara Conti - Diana
- Alberto Mondini - Leonardo
- Gianni Schcicci - Filippo
- Piera Degli Esposti - ciotka Maria

i inni

## Produkcja
Zdjęcia kręcono w Rzymie.

## Nagrody i wyróżnienia
Europejska Nagroda Filmowa
- nagroda dla najlepszego aktora (Sergio Castellitto)[a]
- nominacje: najlepsza reżyseria, nagroda publiczności dla najlepszego aktora (Sergio Castellitto), nagroda publiczności dla najlepszego reżysera

David di Donatello
- nagroda dla najlepszej aktorki drugoplanowej (Piera Degli Esposti)
- nominacje: najlepszy film, najlepszy aktor (Sergio Castellitto), najlepsza reżyseria, najlepszy scenariusz, najlepsza scenografia

55. MFF w Cannes
- udział w konkursie głównym
- Nagroda Specjalna Jury Ekumenicznego